# Radiofrequency Echographic Multi Spectrometry
La tecnologia Radiofrequency Echographic Multi Spectrometry (R.E.M.S.) è una tecnica innovativa non ionizzante per la diagnosi dell'osteoporosi e per la valutazione del rischio di fratture da fragilità. R.E.M.S., tramite una scansione ecografica dei siti anatomici assiali, femore e colonna, permette di elaborare i segnali ultrasonici nativi grezzi e non filtrati. La tecnologia R.E.M.S. analizza i segnali ultrasonici nel dominio delle frequenze: attraverso una analisi comparativa fra gli spettri ottenuti dal paziente esaminato ed una serie di modelli spettrali di riferimento si ottiene una stima della densità minerale ossea (BMD). L'accuratezza di questa tecnologia per la stima della BMD e del rischio di frattura è stata validata attraverso differenti studi clinici mediante confronto con la più classica mineralometria ossea computerizzata (MOC), basata su tecnologia DEXA, considerata ad oggi il Gold Standard per la caratterizzazione della resistenza ossea tramite valutazione della massa.

## Indicazioni
Sebbene i test di densità minerale ossea vengano tradizionalmente raccomandati a soggetti di età avanzata (donne di età superiore ai 65 anni e uomini di età superiore ai 70 anni), il deterioramento osseo può dipendere da molteplici fattori di rischio, sia genetici che legati allo stile di vita ed a condizioni di salute particolari. Un aumentato rischio di frattura è infatti osservato in chi segue terapie ormonali ablative, chemioterapiche e a base di corticosteroidi. La probabilità di soffrire di osteoporosi aumenta anche dopo la menopausa, oppure in caso di diabete e insufficienza renale cronica; fratture osteoporotiche sono state inoltre osservate in associazione a gravidanza. In aggiunta, diversi disturbi del comportamento alimentare possono influenzare la massa ossea in maniera importante. Considerando che il picco della densità minerale ossea si raggiunge in giovane età, normalmente tra i 20 ed i 30 anni, il raggiungimento di un picco di massa ossea adeguato in gioventù è molto importante in ottica di prevenzione, per evitare l’insorgere della malattia in età più avanzata.

## Principi di funzionamento

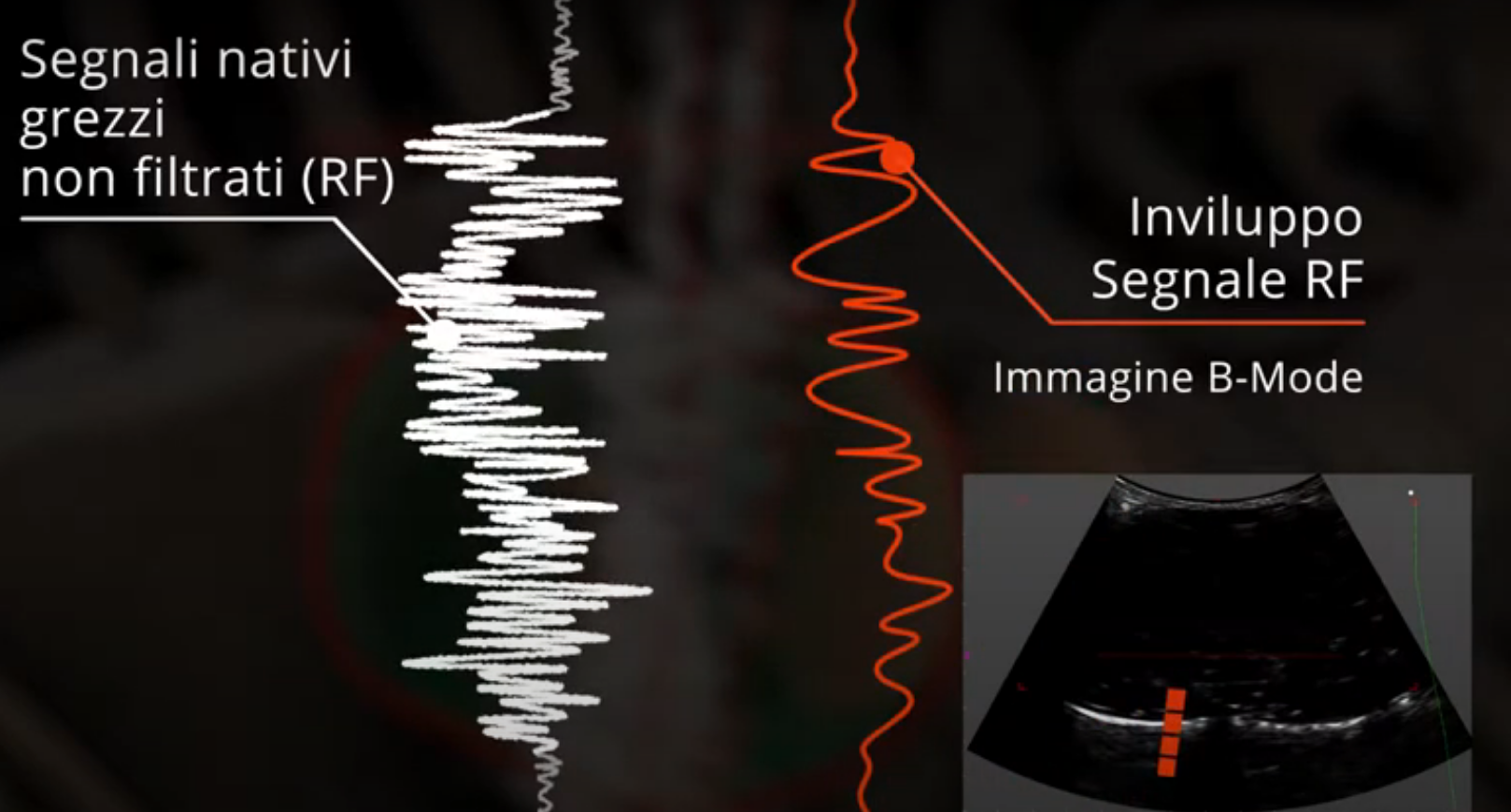
Immagine B-Mode e corrispondente segnale ultrasonico grezzo.

Nella classica formazione delle immagini ecografiche B-Mode, dove lo scopo è la valutazione visiva soggettiva dei diversi organi umani e delle loro caratteristiche, l'elevata quantità di informazioni contenuta nei segnali ultrasonici viene filtrata e significativamente ridotta allo scopo di permetterne la visualizzazione a schermo come immagine. La tecnologia R.E.M.S. analizza invece i segnali ultrasonici nativi non filtrati, confrontandone la loro rappresentazione in frequenza (spettro) con dei modelli spettrali di riferimento contenuti in un database proprietario e precedentemente ricavati sia da soggetti sani che da pazienti in condizioni patologiche da osteoporosi. I modelli di riferimento di tale database sono specifici e sono suddivisi per età, sesso, indice di massa corporea e sito anatomico analizzato; il confronto con questi modelli permette la stima della BMD del paziente nonché una classificazione diagnostica che risulta rapida ed affidabile, ottenuta seguendo le indicazioni ed i criteri diagnostici definiti dall’Organizzazione Mondiale della Sanità.

## Elaborazione spettrale e statistica dei dati acquisiti
Le scansioni R.E.M.S. per femore e colonna hanno una durata di 40 e 80 secondi, rispettivamente, durante le quali vengono acquisiti diverse migliaia di segnali ultrasonici relativi al sito scheletrico sotto esame. In fase di elaborazione da parte dell’algoritmo proprietario (si vedano per i dettagli), completamente automatica, questi sono analizzati in base alle loro caratteristiche spettrali e possono poi essere processati e concorrere alla stima finale dei parametri diagnostici oppure essere classificati come non affidabili e scartati. In particolare, nella fase di analisi gli spettri acquisiti vengono confrontati con i modelli spettrali archiviati in un database; i singoli valori ottenuti da ciascun confronto vengono successivamente mediati, offrendo una stima precisa e ripetibile dei parametri diagnostici di interesse.

## Eliminazione automatica di artefatti
Nel caso in cui l’analisi di uno o più segnali ultrasonici acquisiti rivelino sostanziali differenze con i modelli di riferimento, questi campioni sono classificati come non affidabili: gli spettri che non risultano essere chiaramente relativi a porzioni ossee di interesse ma, ad esempio, riconducibili a calcificazioni o osteofiti, vengono identificati e scartati automaticamente. Questo approccio permette dunque l’eliminazione di eventuali valori anomali (outlier), offrendo un concreto vantaggio relativamente all’affidabilità clinica dei risultati ottenuti.

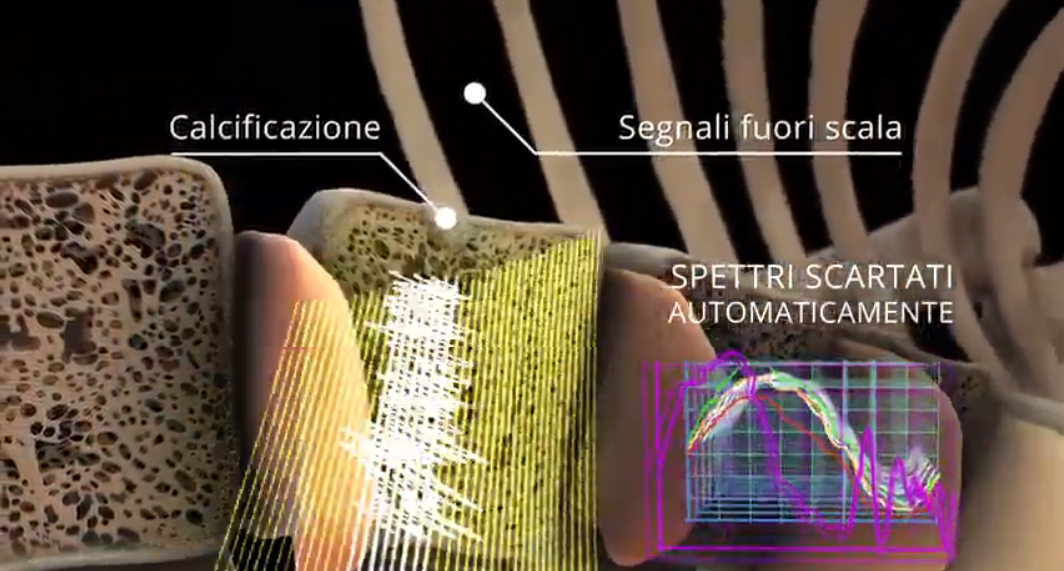
Eliminazione automatica di artefatti.

## Prestazioni rispetto al Gold Standard corrente
Le prestazioni della R.E.M.S. sono state valutate attraverso studi clinici multicentrici; in particolare, lo studio di Di Paola et al. ha permesso di valutarne sia la precisione che l’accuratezza diagnostica in confronto alla MOC DEXA su un campione di 2.000 pazienti circa. In questo lavoro, è stata riscontrata una correlazione molto elevata tra i valori di T-Score ottenuti con le due tecniche (coefficiente di correlazione di Pearson > 0.93; Kappa di Cohen pari a k=0.82 per le vertebre lombari e k=0.79 per il collo del femore) ed una differenza media tra le due tecniche minima, pari a −0.004±0.088 g/cm2 per la colonna lombare e −0.006±0.076 g/cm2 per il collo femorale (media ± 2 deviazioni standard). Relativamente alla sensibilità e specificità di R.E.M.S. nel discriminare i pazienti osteoporotici dai non osteoporotici sono risultate entrambe superiori al 91% per entrambi i siti anatomici. Un ulteriore interessante risultato dello studio è rappresentato dalla precisione e ripetibilità delle misure ottenute con R.E.M.S., entrambe valutate come Coefficiente di Variazione dell’Errore Quadratico Medio (CV-RMS): la precisione è risultata essere pari a 0.38% per la colonna vertebrale e 0.32% per il collo femorale, per una variazione minima significativa (LSC) del 1.05% e 0.88% rispettivamente; la ripetibilità inter-operatore è stata valutata in 0.54% per la colonna vertebrale e 0.48% per il collo femorale. Questi valori risultano significativamente inferiori a quelli riportati in letteratura relativamente alla tecnologia MOC DEXA offrendo un concreto vantaggio in ottica di monitoraggio a breve termine dello stato osseo dei pazienti anche per programmi di follow-up per la valutazione dell’effetto di trattamenti terapeutici.

## Valutazione del rischio di frattura
La capacità del T-score R.E.M.S. di identificare pazienti a rischio di frattura da fragilità è stata valutata attraverso studi prospettici osservazionali. In particolare, nello studio longitudinale di Adami et al., un gruppo di più di 1.500 pazienti è stato sottoposto sia a scansioni MOC DEXA che a scansioni R.E.M.S., a seguito delle quali questi pazienti sono stati monitorati per un periodo fino a 5 anni col fine di valutare l’incidenza di fratture da fragilità e di studiarne la relazione con i valori di T-score precedentemente ottenuti dalle misure con entrambe le tecnologie. È stata dimostrata la capacità del T-score R.E.M.S. di predire l’occorrenza di fratture da fragilità. Questo significativo risultato ha portato gli autori a conclusioni positive riguardo all’efficacia della tecnologia R.E.M.S. nell’identificazione dei pazienti a rischio di frattura osteoporotica.

## R.E.M.S. e Fragility Score

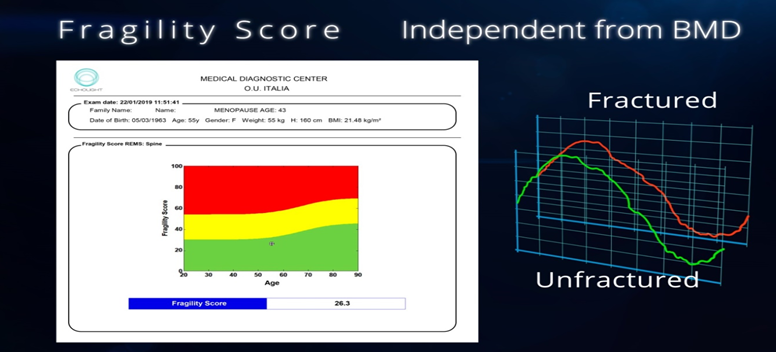
Parametro Fragility Score.

Come riportato in letteratura, la densità ossea è solo una delle componenti della resistenza ossea e dunque ne predice la relativa fragilità solo in parte. Per superare questo limite è stato sviluppato il Fragility Score, un parametro che valuta le caratteristiche microstrutturali dell’osso in maniera indipendente dalla BMD e si basa sull'assunto che una struttura ossea più fragile abbia delle caratteristiche microstrutturali diverse da quelle di una struttura ossea resistente, le quali si riflettono nello spettro del segnale ultrasonico. Questo parametro è un numero adimensionale nel range 0-100 ed è ottenuto dal confronto degli spettri ricavati dal paziente sotto esame con i modelli spettrali di riferimento, ottenuti da pazienti con caratteristiche antropometriche e cliniche analoghe, ma che in precedenza hanno oppure non hanno subito una frattura osteoporotica. Questo parametro è stato validato tramite studi clinici, in cui si è dimostrata un’accuratezza analoga a quella della BMD valutata tramite MOC DEXA.

## Sicurezza delle indagini ultrasoniche
Le indagini ecografiche sono considerate in generale una metodica sicura la cui non invasività è riconosciuta anche dall’Organizzazione Mondiale della Sanità (OMS) secondo cui "la diagnostica ad ultrasuoni è riconosciuta come una modalità di diagnostica per immagini sicura, efficace e molto flessibile, capace di fornire informazioni clinicamente rilevanti riguardo alla maggior parte dei tessuti umani, in modo rapido ed economico”. La tecnologia R.E.M.S. non fa eccezione e può quindi essere utilizzata senza particolari precauzioni su qualunque tipologia di paziente e senza alcun rischio.

## Riconoscimento internazionale ed utilizzo clinico
La tecnologia R.E.M.S. è stata oggetto dell’attenzione della European Society for Clinical and Economic Aspects of Osteoporosis, Osteoarthritis and Musculoskeletal Diseases (ESCEO) che ha preso in esame tutte le tecnologie disponibili per la valutazione della resistenza ossea alla luce delle esigenze cliniche attualmente non soddisfatte e irrisolte. In questo lavoro R.E.M.S. viene considerata non solo un valido approccio per la diagnosi dell’osteoporosi e la predizione del rischio di frattura, ma un vero e proprio superamento di molti dei limiti che caratterizzano le tecnologie attualmente disponibili per l’indagine della salute ossea. Un esempio è rappresentato dal lavoro di Degennaro et al. dove dal confronto tra i valori di BMD tra donne gravide e non gravide si è dimostrato per la prima volta una significativa riduzione della BMD nelle donne in stato di gravidanza. La tecnologia R.E.M.S. è stata oggetto di numerose ulteriori pubblicazioni scientifiche da parte di gruppi di ricerca internazionali. Tra questi, lo studio di Bojincă et al. ha mostrato l’attendibilità della BMD stimata con R.E.M.S. nella valutazione dello stato osseo in pazienti affetti da artrite reumatoide. In Kirilova et al. invece si evidenzia e si quantifica la differenza in termini di BMD per due gruppi di donne, il primo in condizione di menopausa ed il secondo non in menopausa. In Khu et al. la tecnologia R.E.M.S. è stata invece utilizzata per caratterizzare la relazione tra osteoporosi e indice di massa corporea. Il crescente interesse verso la tecnologia R.E.M.S. è inoltre dimostrato dalla pubblicazione di lavori di revisione scientifica dedicati a questa tecnologia.